# Mydaea fuscomarginata
Mydaea fuscomarginata är en tvåvingeart som först beskrevs av Malloch 1919.  Mydaea fuscomarginata ingår i släktet Mydaea och familjen husflugor.
Artens utbredningsområde är Kalifornien. Inga underarter finns listade i Catalogue of Life.